# Haykashen
Haykashen (in armeno Հայկաշեն?, fino al 1967 Gharashirin e Gharabasar) è un comune dell'Armenia di 1 453 abitanti (2009) della provincia di Armavir.